# Selecció de rugbi XII d'Austràlia
La selecció de rugbi a 13 d'Austràlia és l'equip oficial de rugbi a 13 d'Austràlia. A aquest equip se'l coneix també amb el sobrenom Kangaroos (« Cangurs »).
Austràlia té l'equip de rugbi a 13 més exitós del món.